# Avenue du Général-Gallieni (Nanterre)
Pour les articles homonymes, voir Avenue du Général-Gallieni.
L'avenue du Général-Gallieni est une voie publique de la commune de Nanterre, dans le département français des Hauts-de-Seine,.

## Situation et accès
Cette avenue orientée du sud-ouest au nord-est est desservie par la gare de Nanterre-Ville.
Elle commence son tracé au carrefour du boulevard de la Seine et de la rue Béranger, marque le début de la rue du Président-Paul-Doumer, de l'allée des Parfumeurs, de la rue Faidherbe et de l'allée Hélène-et-Mercédès-Coquet, pour se terminer avenue de la République.

## Origine du nom
Elle a été nommée en hommage à Joseph Gallieni, militaire français.

## Historique

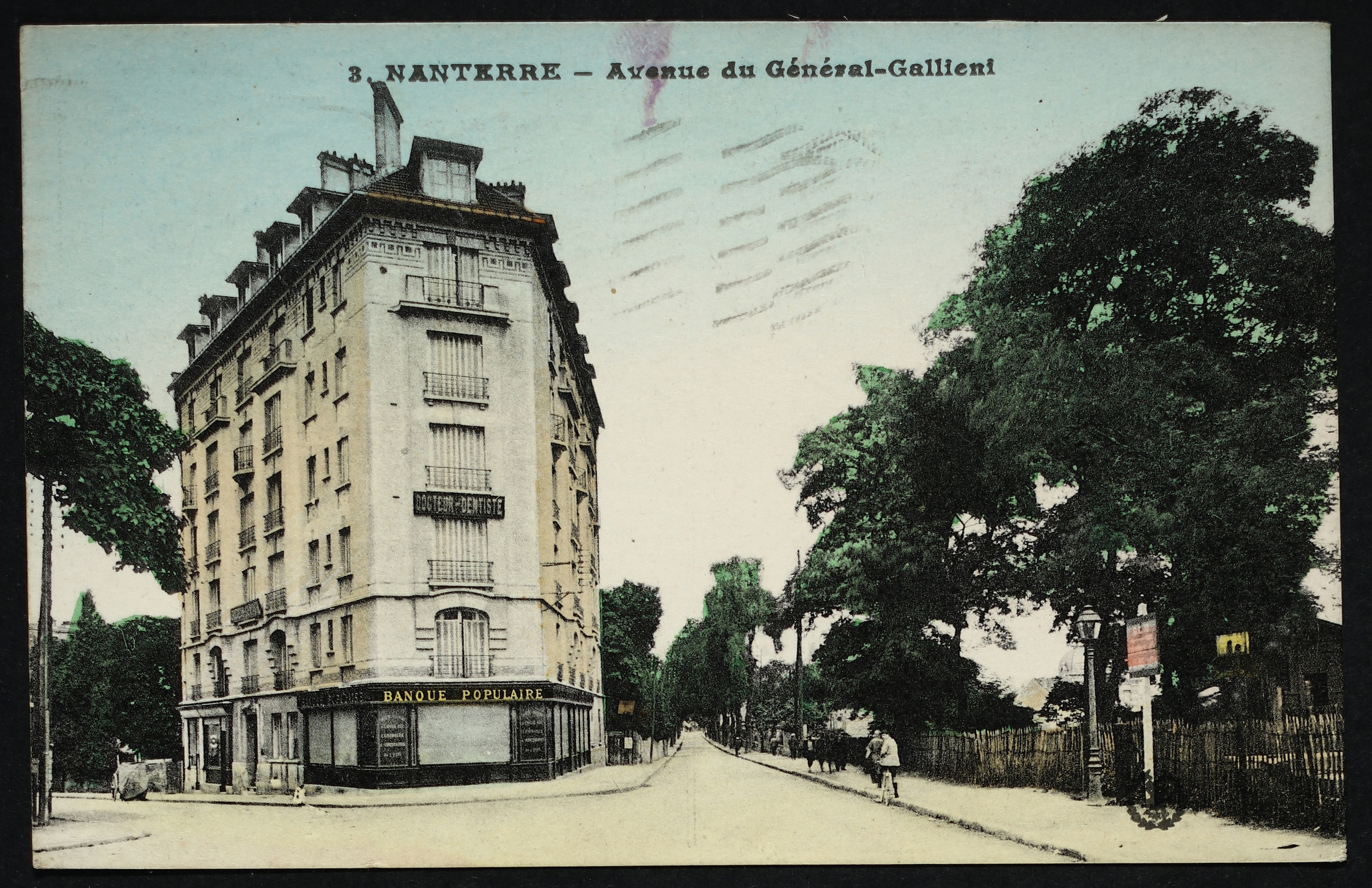
L'avenue du Général-Gallieni.

Cette voie de communication s'appelait autrefois « avenue de la Gare », nom qui a été transmis à une voie proche.
Des fouilles archéologiques entreprises en 2018 ont permis de mettre au jour du mobilier de la Tène.

## Bâtiments remarquables et lieux de mémoire
- Ancienne usine pharmaceutique du Docteur Pierre, bâtie en 1901, actuellement usine Natalys[5].